# Emily Mortimerová
Emily Mortimerová, rodným jménem Emily Kathleen A. Mortimer (* 1. prosince 1971 Londýn), je anglická herečka, která na filmovém plátně debutovala v roce 1995. Kariéru začínala v divadelních představeních, následně získala televizní a filmové role.
Objevila se ve snímcích Notting Hill, Královna Alžběta, Vřískot 3, Match Point – Hra osudu, Teorie chaosu, Transsibiřský expres, Prokletý ostrov, nebo v seriálu Studio 30 Rock. V nezávislých i studiových produkcích je představitelkou široké škály charakterů, od dramatických až po komediální.

## Osobní život
Narodila se roku 1971 v severní londýnské oblasti Finsbury Park do rodiny právníka a spisovatele Sira Johna Mortimera a jeho druhé manželky Penelope Mortimerové (rozené Gollopové).

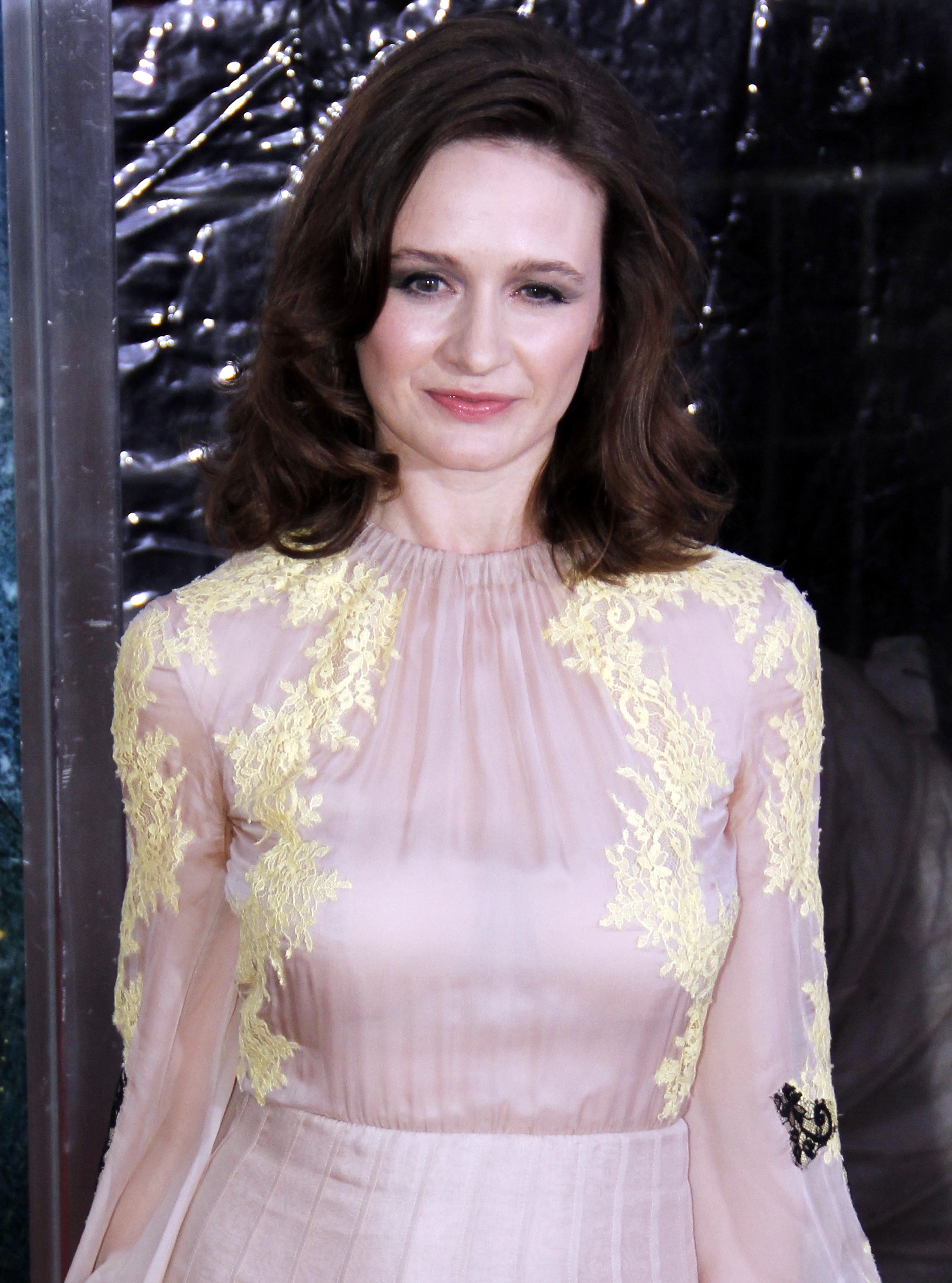
Emily Mortimerová, 2011

Má mladší sestru Rosie Mortimerovou a dva starší polosourozence z otcova prvního manželství se spisovatelkou Penelopou Fletcherovou. Jsou jimi Sally Silvermanová a Jeremy Mortimer. Dalším polobratrem je Ross Bentley, narozený z otcova vztahu s herečkou Wendy Craigovou.
V západním Londýně studovala střední dívčí školu svatého Pavla (St Paul's Girls' School), v nižším ročníku než herečka Rachel Weiszová,. Zapojila se v ní do několika žákovských nastudování divadelních her. Poté absolvovala obor ruský jazyk na Lincolnově koleji Oxfordské univerzity. Během studií účinkovala v univerzitním divadelním spolku. Před hereckou kariérou přispívala sloupky do periodika The Daily Telegraph a také napsala scénář k adaptaci životopisu Lorny Sageové Bad Blood.
Během oxfordského studia byla ve školním představení objevena producentem, který ji následně obsadil do hlavní role adaptace televizní minisérie Skleněná panna (1995), která odstartovala její hereckou kariéru.

## Soukromý život
V roce 2000 se během natáčení filmu Marná lásky snaha seznámila s americkým hercem Alessandrem Nivolou. Pár se oženil 3. ledna 2003 v buckinghamshirském Chilternu. Do manželství se 23. září téhož roku narodil syn Samuel John v londýnském Westminsteru. Dcera May Rose přišla na svět 15. ledna 2010.
V roce 2010 obdržela americké občanství, aby se vyhnula dědické dani v případě, že by se cokoli událo s jejím manželem. Ve věci vyznání prohlásila, že je ateistka.

## Herecká filmografie
| Rok       | film                                   | role                 | poznámka |
| --------- | -------------------------------------- | -------------------- | --- |
| 1994      | Under the Hammer                       | Angela               | díl: „The Virgin of Vitebsk“ |
| 1994      | Vesničtí poldové                       | Kelly                | díl: „Skin Deep“ |
| 1995      | Sharpův meč                            | Lass                 | televizní film |
| 1995      | Screen Two                             | Amanda Ellis         | díl: „A Very Open Prison“ |
| 1995      | Skleněná panna                         | Annabella Lagrange   | televizní minisérie |
| 1996      | Záhady Ruth Rendellové – Kamenná srdce | Elvira               | televizní film |
| 1996      | Lovci lvů                              | Helana Patterson     | |
| 1996      | Filuta                                 | Emma                 | televizní film |
| 1996      | Jack and Jeremy's Real Lives           | Tilly                | díl: „Heartstones“ |
| 1996      | No Bananas                             | Una                  | 6 dílů |
| 1996      | Vraždy v Midsomeru                     | Katherine Lacey      | díl: „Smrt staré dámy“ |
| 1996      | Poslední ze slavných králů             | Romy Thomas          | |
| 1996      | Tichý svědek                           | Fran                 | díl: „Long Days, Short Nights“, 1., 2. část |
| 1997      | Svatý                                  | žena v letadle       | |
| 1997      | A Dance to the Music of Time           | Polly Duport         | díl: „Post War“ |
| 1998      | Návrat domů                            | Judith Dunbar        | televizní film |
| 1998      | Cider with Rosie                       | Miss Flynn           | televizní film |
| 1998      | Královna Alžběta                       | Kat Ashley           | |
| 1998      | Killing Joe                            |                      | |
| 1999      | Notting Hill                           | Willova skvělá holka | |
| 1999      | Noemova archa                          | Esther               | 3 díly |
| 2000      | Vřískot 3                              | Angelina Tyler       | |
| 2000      | Mistr zázraků                          | Mary z Nazraethu     | anglický dabing |
| 2000      | Marná lásky snaha                      | Katherine            | |
| 2000      | Kid                                    | Amy                  | |
| 2001      | Krásní & úžasní                        | Elizabeth Marks      | Cena Asociace filmových kritiků středního Ohia pro nejlepší herečku Chlotrudis Award pro nejlepší herečku ve vedlejší roli Independent Spirit Award pro nejlepší herečku ve vedlejší roli |
| 2001      | Formula 51                             | Dakota Parker        | |
| 2002      | Jeffrey Archer: The Truth              | princezna Diana      | televizní film |
| 2003      | Vidláci v Rusku                        | Angela Beck          | |
| 2003      | Nobody Needs to Know                   | Emily                | |
| 2003      | Se slovníkem v posteli                 | Cecil                | |
| 2003      | Rozverná mládež                        | Nina Blount          | |
| 2003      | Adamovo tajemství                      | Cathie Dimly         | nominace — Empire Awards, nejlepší herečka nominace — Evropská filmová cena, nejlepší herečka                                                                                             |
| 2004      | Milý Frankie                           | Lizzie               | |
| 2004      | Zámek v oblacích                       | mladá Sophie         | hlasová role |
| 2005      | Match Point – Hra osudu                | Chloe Hewett Wilton  | |
| 2006      | Paříži, miluji tě                      | Frances              | Segment Père-Lachaise |
| 2006      | Růžový panter                          | Nicole Durant        | |
| 2007      | Studio 30 Rock                         | Phoebe               | díly: „Corporate“, „Crush“, „Cleveland“, „Hiatus“ |
| 2007      | Lars a jeho vážná známost              | Karin                | nominace — Satellite Award, nejlepší herečka ve filmu |
| 2007      | Teorie chaosu                          | Susan Allen          | |
| 2008      | Transsibiřský expres                   | Jessie               | nominace — Saturnova cena, nejlepší herečka |
| 2008      | Červený pás                            | Laura Black          | |
| 2009      | Růžový panter 2                        | Nicole Durant        | |
| 2009      | Harry Brown                            | Alice Frampton       | |
| 2009      | City Island                            | Molly Charlesworth   | |
| 2010      | Prokletý ostrov                        | Rachel Solando       | |
| 2010      | Leonie                                 | Leonie Gilmour       | |
| 2011      | Auta 2                                 | Holley Shiftwell     | hlasová role |
| 2011      | Number 13                              |                      | |
| 2011      | Beznadějný trouba                      | Liz                  | |
| 2011      | Hugo a jeho velký objev                | Lisette              | |
| 2012      | The Newsroom                           | Mackenzie McHale     | 25 dílů |
| 2014      | Rio, Eu Te Amo                         | Dorothy              | |
| 2014–2015 | Doll & Em                              | Emily                | 12 dílů, také scenárista a tvůrce |
| 2015      | Ten Thousand Saints                    | Di                   | |
| 2016      | Spectral                               | Fran Madison         | |
| 2017      | Florencino knihkupectví                | Florence Green       | |
| 2017      | The Sense of an Ending                 | Sarah Ford           | |
| 2017      | The Party                              | Jinny                | |
| 2018      | Mary Poppins se vrací                  | Jane Banks           | |
| 2018      | Vzpomínka na Benátky                   | Sarah                | |
| 2020      | Relikvie                               | Kay                  | |
| 2021      | Jsme v tom spolu                       |                      | díl Neighborhood Watch |
| 2024      | Paddington v džungli                   | Mary Brown           | |
| 2025      | Jay Kelly                              |                      | |